# محاصره طرابلس (۱۲۷۱)
محاصره طرابلس (انگلیسی: Siege of Tripoli) در سال بخشی از تلاش بیبرس بندقداری علیه دولت‌های صلیبی کنت‌نشین طرابلس و شاهزاده‌نشین انطاکیه در ادامه محاصره و سقوط انطاکیه در سال ۱۲۶۸ میلادی بود که در نهایت بدون نتیجه خاصی به پایان رسید.